# Second Empire d'Haïti
26 août 1849 – 15 janvier 1859
(9 ans, 4 mois et 20 jours)
Entités précédentes :
- État unifié d’Haïti

Entités suivantes :
- État d’Haïti

Le Second Empire d'Haïti (en créole haïtien : Anpi an Ayiti) est une ancienne monarchie située dans les Caraïbes et qui fut en place de 1849 à 1859.
L'Empire est créé par le dictateur de l'époque, l'ancien lieutenant général et commandant des armées de la capitale, Faustin Soulouque, qui, inspiré par Napoléon Ier, s’est proclamé empereur d'Haïti sous le nom de Faustin Ier le 26 août 1849. Couronné à la cathédrale Notre-Dame de l’Assomption de Port-au-Prince, son règne est marqué par plusieurs guerres livrées contre la République dominicaine voisine dans le but de la reconquérir, et par l'autoritarisme du pouvoir impérial.
Toutefois, les tentatives militaires infructueuses de l'empereur minèrent son pouvoir et une conspiration menée par le général Fabre Nicolas Geffrard amena à une révolution, ce qui le contraignit à l’abdication en 1859.

## Contexte historique
Profitant de l'exil du dictateur Jean-Pierre Boyer en 1843, une insurrection dominicaine chasse la garnison haïtienne de Santo Domingo le 27 février 1844 et proclame la seconde indépendance de la République dominicaine après 22 ans d'occupation haïtienne.
Alors que la République dominicaine se redresse et se renforce, Haïti, pendant trois-quarts de siècle, sombre dans l’instabilité et la violence politique, déchiré entre les élites métisses principalement rurales et prépondérantes au sud, et noires surtout propriétaires terriennes et influentes au nord. De plus, hormis quelques exceptions, les dirigeants ne se soucient ni de la société ni de l’économie.
Charles Rivière Hérard, tombeur de Boyer, est renversé au bout de quelques mois. Le sénat choisit dès lors de ne plus élire que des hommes âgés et faibles. Trois vieillards ivrognes ou illettrés se succèdent en deux ans tandis que des révoltes ne cessent de se déclarer. 
En 1846, le nouveau maître du pays, Jean-Baptiste Riché, songe à remplacer le régime dictatorial par une monarchie héréditaire, en se proclamant empereur ou roi. Mais ce dernier décède peu avant, en 1847. Pendant son règne, ce dernier avait agi comme un homme de paille de la classe dirigeante boyériste, qui se mit tout de suite en quête d’un remplaçant. Son attention se concentra vite sur Faustin Soulouque, dans lequel la plupart voyaient quelqu’un d’un peu effacé et un ignorant. Âgé de 65 ans, il paraissait un candidat malléable et fut donc incité à accepter le rôle qu’on lui offrait. Le 1er mars 1847, le sénat désigne officiellement Soulouque, noir illettré, comme nouveau président à vie, mais il se révèle vite ambitieux et déterminé. 

## Soulouque au pouvoir

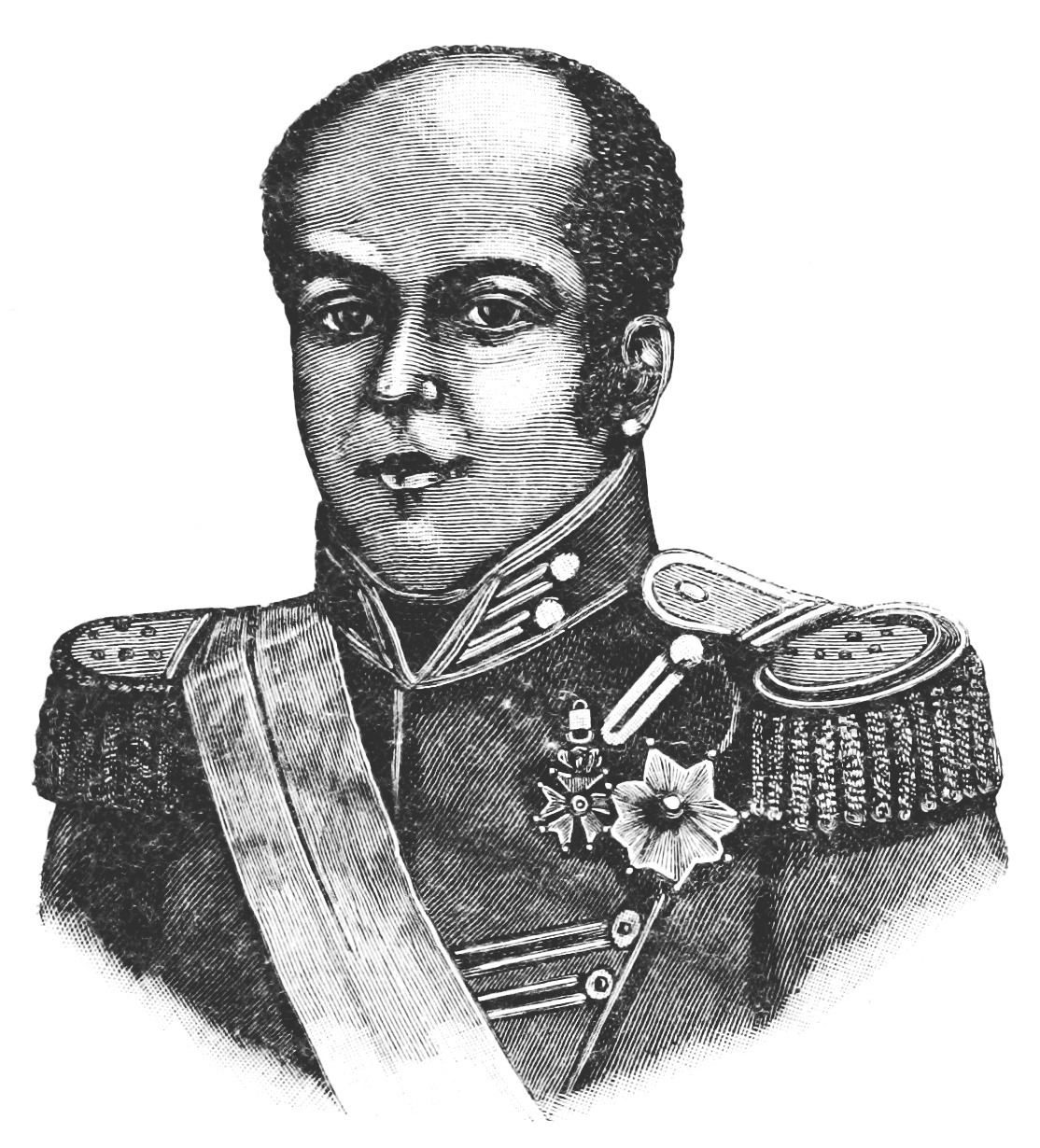
Faustin Soulouque, dictateur puis empereur d'Haïti.

Au début de son règne comme dictateur, Soulouque parut remplir convenablement son rôle de marionnette. Il conserva à leurs postes les ministres de son prédécesseur et poursuivis la politique de ce dernier. Il fallut peu de temps cependant pour qu’il se débarrassât de ses partisans et se fît le maître absolu de l'État haïtien. Selon le livre de Mark Kurlansky A Continent Of Islands: Searching For The Caribbean Destiny « il organisa une milice privée, les Zinglins, et fit arrêter et massacrer, tous ceux qui s'opposaient à lui, en particulier les mulâtres, consolidant par là son pouvoir sur le gouvernement ». Ce processus, qui comprit un massacre des mulâtres à Port-au-Prince le 16 avril 1848[réf. nécessaire], culmina au Sénat et à la Chambre des Députés où il se fit proclamer empereur d'Haïti le 26 août 1849.
Soulouque invita également les Louisianais noirs à émigrer à Haïti. Un afro-créole originaire de la Nouvelle-Orléans et qui avait été élevé à Haïti, Emile Desdunes, travailla comme agent de Soulouque et, en 1859, organisa le transport gratuit à Haïti d’au moins 350 personnes désespérées. Un grand nombre de ces réfugiés devaient rentrer plus tard en Louisiane.
Le règne de Soulouque fut marqué par une violente répression contre l'opposition et par de nombreux meurtres. Le fait que Soulouque était ouvertement un adepte de la religion africaine Vaudou contribua à sa réputation de violence. Au cours de son règne Soulouque fut agi par les préjugés, la haine et la discrimination à l’égard des créoles (les mêmes sentiments existant évidemment en miroir).

## Le Second Empire

### Avènement du nouvel Empire

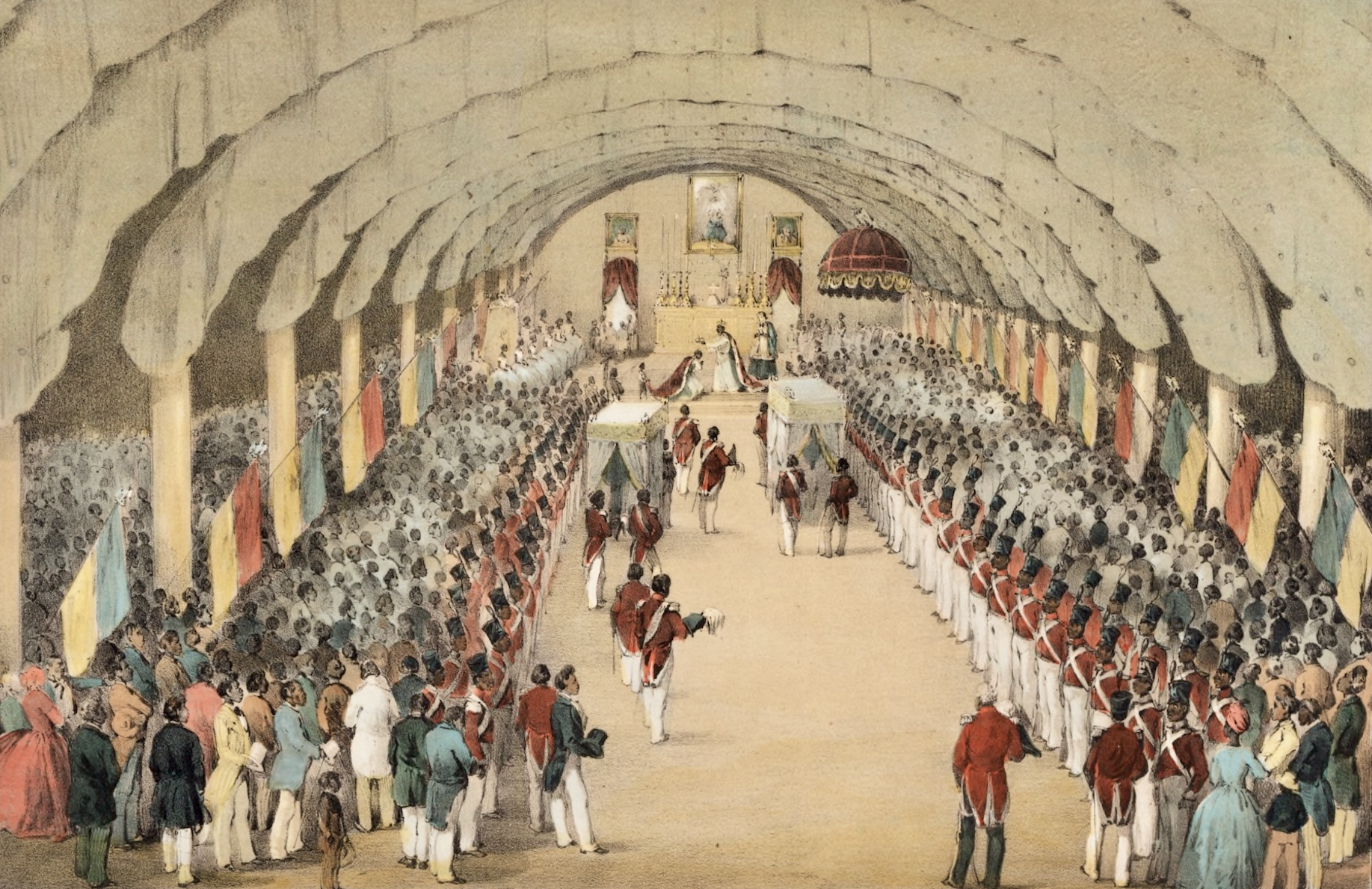
Cérémonie de couronnement de l'empereur Faustin.

Le 26 août 1849, Soulouque se fait proclamer empereur par le Parlement sous le nom de Faustin Ier. Son sacre a lieu le 18 avril 1852, dans un faste ruineux pour les finances de ce pays, et le paiement de la dette doit être interrompu. Soulouque a payé 2 000 £ pour sa couronne et 30 000 £ pour le reste des accessoires (selon Sir Spenser St John, chargé d'affaires britannique en Haïti dans les années 1860, sur son compte: "Hayti ou La République noire", p. 95–96).
Gustave d'Alaux décrit cet événement dans son livre, Soulouque et son empire: « Sa majesté impériale fit appeler un matin le principal marchand de Port-au-Prince et lui ordonna de commander immédiatement à Paris un costume, identique à celui du sacre de Napoléon. Faustin Ier a d'ailleurs commandé pour lui-même une couronne, une pour l'impératrice, un sceptre, un globe terrestre, une main de justice, un trône et tous les autres accessoires, comme tous ceux utilisés lors du couronnement de Napoléon ».

L'Empereur Faustin I^{er} d'Haïti.

En décembre 1849, Faustin épousa sa compagne de longue date, Adélina Lévêque. Le 18 avril 1852, à la capitale, Port-au-Prince, l'empereur et l'impératrice sont couronnés lors d'une immense et somptueuse cérémonie, à l'instar du couronnement de l'empereur des français.
L'empereur prononce son discours et conclut par : « Vive la liberté, vive l'amour ! »(Gustave d'Alaux). Le couronnement est illustré dans « l'Album Impériale d'Haïti », gravé par Severyn, publié à New York, 1852 (disponible à la British Library).

### Politique impériale
Pour affirmer sa légitimité, Faustin affirme être un fils naturel de Jean-Jacques Dessalines, et fait revenir les enfants légitimes de ce dernier, tout en leur redonnant le titre de « prince » et « princesse », et une pension à l'ancienne impératrice Marie-Claire Bonheur.
Par la suite, il organise une répression violente contre les mulâtres et rétablit l'absolutisme sur l'île. La constitution impériale, qu'il a lui-même rédigé, proclame l'empire héréditaire. L'unique fils de l'empereur étant mort en 1849, la succession passa donc à son frère, Jean-Joseph, lui-même père du prince Mainville-Joseph.

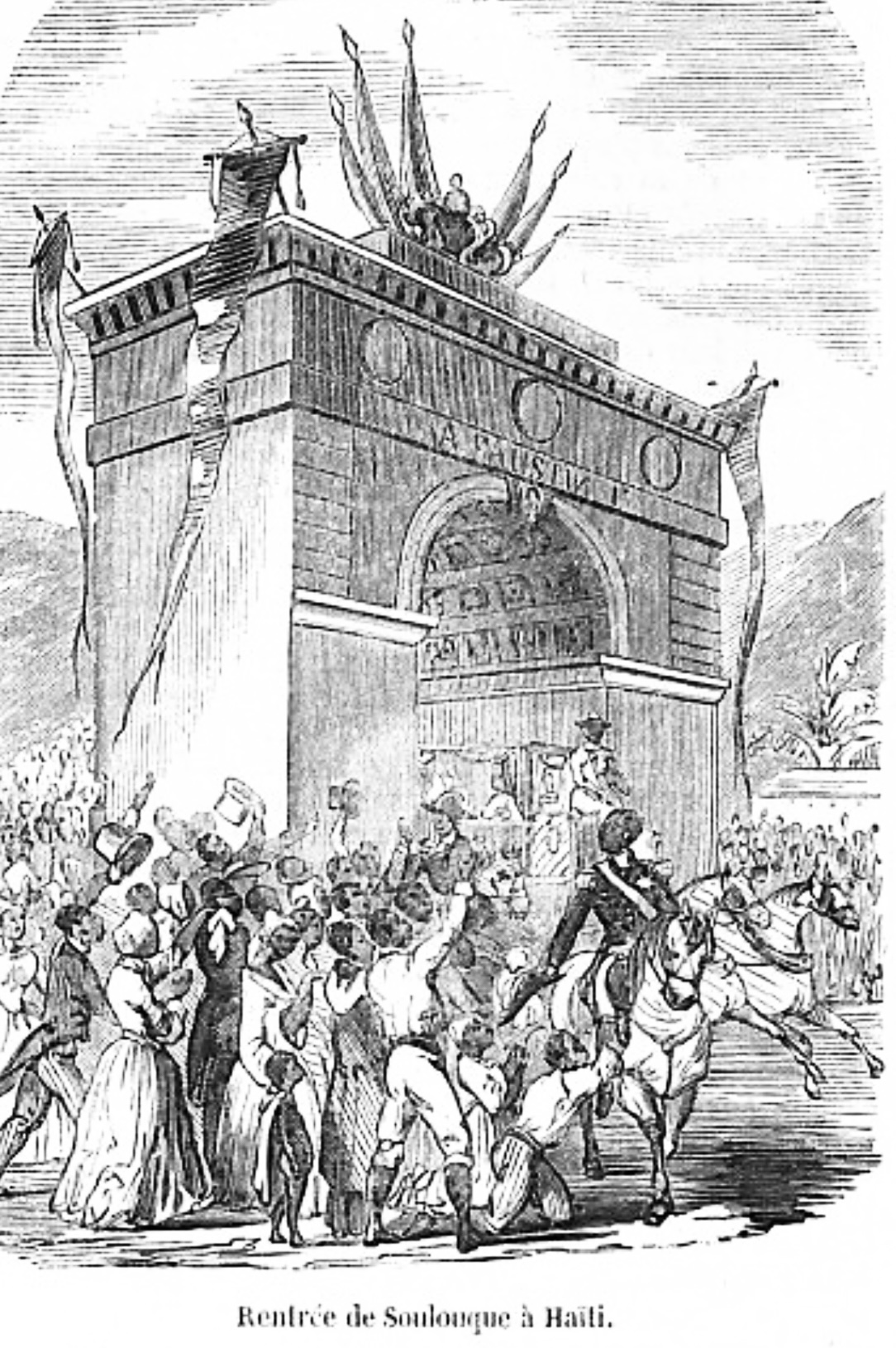
Gravure journalistique représentant le retour de l’empereur Faustin Soulouque en 1856, après sa troisième défaite contre la République Dominicaine.

La politique étrangère de l'empereur était centrée sur la prévention de l'intrusion étrangère dans la politique et la souveraineté haïtienne. L’indépendance de la République dominicaine (alors appelée Saint-Domingue), constituait, selon lui, une menace directe pour Haïti.
En 1849, Soulouque entreprit sa première invasion de la République dominicaine, mais son armée prit la fuite après la défaite à la bataille d'Ocoa. Une deuxième invasion s'ensuivit en 1850, où Haïti fut soutenu par la France, le Royaume-Uni et des États-Unis. Lors de la troisième et dernière invasion en 1855, Soulouque entra en République dominicaine à la tête d'une armée de 30 000 hommes qui dut battre en retraite. Durant ses trois expéditions, il dut faire face au général Pedro Santana qui dirigeait alors la République dominicaine.

### Noblesse
L'empereur a tenté de créer un gouvernement centralisé fort qui, tout en conservant un caractère profondément haïtien, s'inspirait énormément des traditions européennes, en particulier de l'Empire napoléonien. Un de ses premiers actes après avoir été déclaré empereur fut d'établir une nouvelle noblesse. La Constitution du 20 septembre 1849 accorde à l'empereur le droit de créer des titres héréditaires et de conférer d'autres honneurs à ses sujets. Les volumes 5 et 6 du magazine The National de John Saunders and Westland Marston (publié en 1859) expliquaient que l'Empire était composé de 59 ducs, 90 comtes, 30 chevaliers et 250 barons. Cette nouvelle noblesse comprenait également l'ancienne noblesse du Premier Empire et du Royaume du Nord. Les premières lettres patentes ont été émises par Soulouque le 21 décembre 1850. D'autres sources ajoutent "trent cent Chevaliers" et "quatre cents nobles" à cette liste.

## Chute de l'Empire
En 1858, un soulèvement commença, dirigée par le général Fabre Geffrard, duc de Tabara et ancien fidèle de l'empereur. En décembre de la même année, Geffrard défit l'armée impériale et s'empara du contrôle de la plus grande partie du pays. Dans la nuit du 20 décembre 1858, il quitte Port-au-Prince dans un petit bateau, accompagné de son fils et de deux fidèles disciples, Ernest Roumain et Jean-Bart.
Le 22 décembre, il arrive aux Gonaïves, où l'insurrection a éclaté. Il proclame la destitution de l’empereur et demande la restauration de l’ancien régime d’avant 1849. 
Le 23 décembre, le comité départemental des Gonaïves, qui avait été organisé, a décrété l'abolition de l'Empire et l'arrestation de plusieurs membres de la famille impériale. Cap-Haïtien et tout le département de l'Artibonite se sont associés à la révolte de Geffrard. Les journées de décembre 1858 et de janvier 1859 affaiblissent considérablement le pays. Les troupes impériales pourtant épuisées et vaincues à plusieurs reprises par les soldats de Geffrard, continuent à se battre contre l'insurrection. 
Le 15 janvier 1859, le palais impérial est attaqué, l'empereur est contraint d'abdiquer le jour même. Il est exilé avec sa famille à bord d'un navire de guerre britannique le 22 janvier 1859. Le général Geffrard se fait alors proclamer président à vie. Peu de temps après, l'empereur et sa famille débarquent à Kingston, en Jamaïque. Autorisé à retourner en Haïti par le gouvernement de Sylvain Salnave, Faustin meurt à Petit-Goâve le 6 août 1867.

## Sources
1. ↑  The impact of the Haitian Revolution in the Atlantic world. David Patrick Geggus (ed), p. 25. University of South Carolina Press, 2001.  (ISBN 1-57003-416-8),  (ISBN 978-1-57003-416-9).
2. ↑  Rogozinski, Jan (1999). A Brief History of the Caribbean (Revised ed.). New York: Facts on File, Inc. p. 220.
3. ↑  John E. Baur, « Faustin Soulouque, Emperor of Haiti His Character and His Reign », The Americas, vol. 6, no 2,‎ 1949, p. 131–166 (DOI 10.2307/978436, JSTOR 978436).
4. 1 2 3  Léon-François Hoffmann, Faustin Soulouque d'Haïti: dans l'histoire et la littérature, L'Harmattan, 2007
5. ↑  Randall T. Schuh, « Remembering James Alexander Slater 1920–2008 », Entomologica Americana, vol. 115, no 2,‎ avril 2009, p. 172–181 (ISSN 1947-5136 et 1947-5144, DOI 10.1664/09-sn-007.1, lire en ligne, consulté le 8 juillet 2019).
6. ↑  « Augustin Soulouque », sur geni_family_tree, 4 décembre 1824 (consulté le 29 août 2023).
7. ↑  (en) The Papers of John C. Calhoun, Volume 21, Univ of South Carolina Press, 1959 (lire en ligne), p. 61
8. ↑  Website of Christopher Buyers